# Río Biobío
El río Biobío es un curso natural de agua que atraviesa y divide la zona centro y la zona sur de Chile y es uno de los principales de dicho país, tanto por sus características geográficas como por su importancia económica e histórica.
Su nombre refiere al canto del pájaro Elaenia albiceps.

## Trayecto
Nace en la laguna Galletué y lago Icalma, en el extremo nororiental de la Región de La Araucanía en la cordillera de los Andes, cerca del límite internacional con Argentina. Desde allí, recorre gran parte de la zona sur del Valle Central, cruzando las provincias de Biobío y Concepción, en la Región del Biobío. Finalmente, termina en la ciudad de Concepción.
El río Biobío nace en la ribera este de la laguna Galletué, en la reserva nacional homónima. El río avanza en dirección al oriente y, algunos kilómetros adelante, el río recibe las aguas de la cercana laguna Icalma. Lentamente comienza a virar su curso hacia el noroeste recorriendo los valles cordilleranos de forma serpeante y recibiendo los caudales de algunos ríos menores, como el Lonquimay, Rahue y Ránquil. El "Alto Biobío" comienza a encajonarse en las laderas precordilleranas, aumentando la velocidad de sus aguas.
Al internarse en la depresión intermedia, el río corre entre laderas planas aumentando de entre 60 a 120 metros de ancho, reduciendo su velocidad lo que permite la navegación en algunas zonas. Ya en su curso medio, desemboca el río Vergara en las cercanías de Nacimiento, drenando gran parte meridional de la cuenca al recibir aguas de ríos como el Malleco y el Renaico, que constituyen una red de drenaje paralela al Biobío en sentido noroeste de gran parte de la zona cordillerana septentrional de la Región de La Araucanía.
Al oriente de la cordillera de la Costa, cerca de las ciudades de San Rosendo y La Laja, desemboca el río Laja, el principal afluente del Biobío considerando su caudal. El río continua su curso aumentando su ancho considerablemente llegando a los dos kilómetros al desembocar al océano Pacífico, entre San Pedro de la Paz y Hualpén, en el Gran Concepción.
El Biobío es el segundo río más largo de Chile, con una longitud de 380 km, y es el cauce principal de la tercera hoya hidrográfica más grande del país (tras el Loa y el Baker). Diversos ríos de importancia, como el río de La Laja y el Malleco son afluentes del Biobío. Corresponde al río más ancho del país, con un kilómetro en promedio, siendo atravesado en el área metropolitana de Concepción por cuatro puentes: Puente Ferroviario Biobío (1889), Puente Juan Pablo II (1973), Puente Llacolén (2000) y Puente Bicentenario Presidente Aylwin (2011). Hasta el 2010 también fue cruzado por el Puente Viejo (1942). En 2022 inició el proceso de construcción del Nuevo puente ferroviario Biobío en Concepción que reemplazara al antiguo puente.

El río a su paso por la cuenca
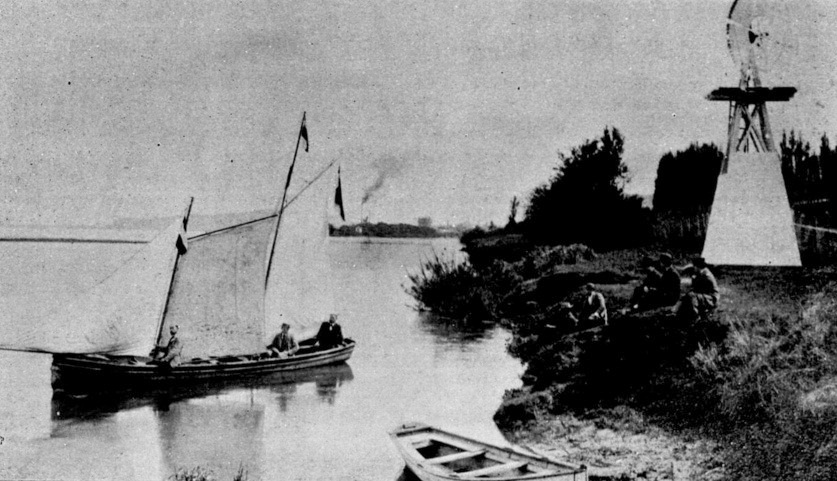
Cerca de Concepción en 1903, cuando aún era navegable
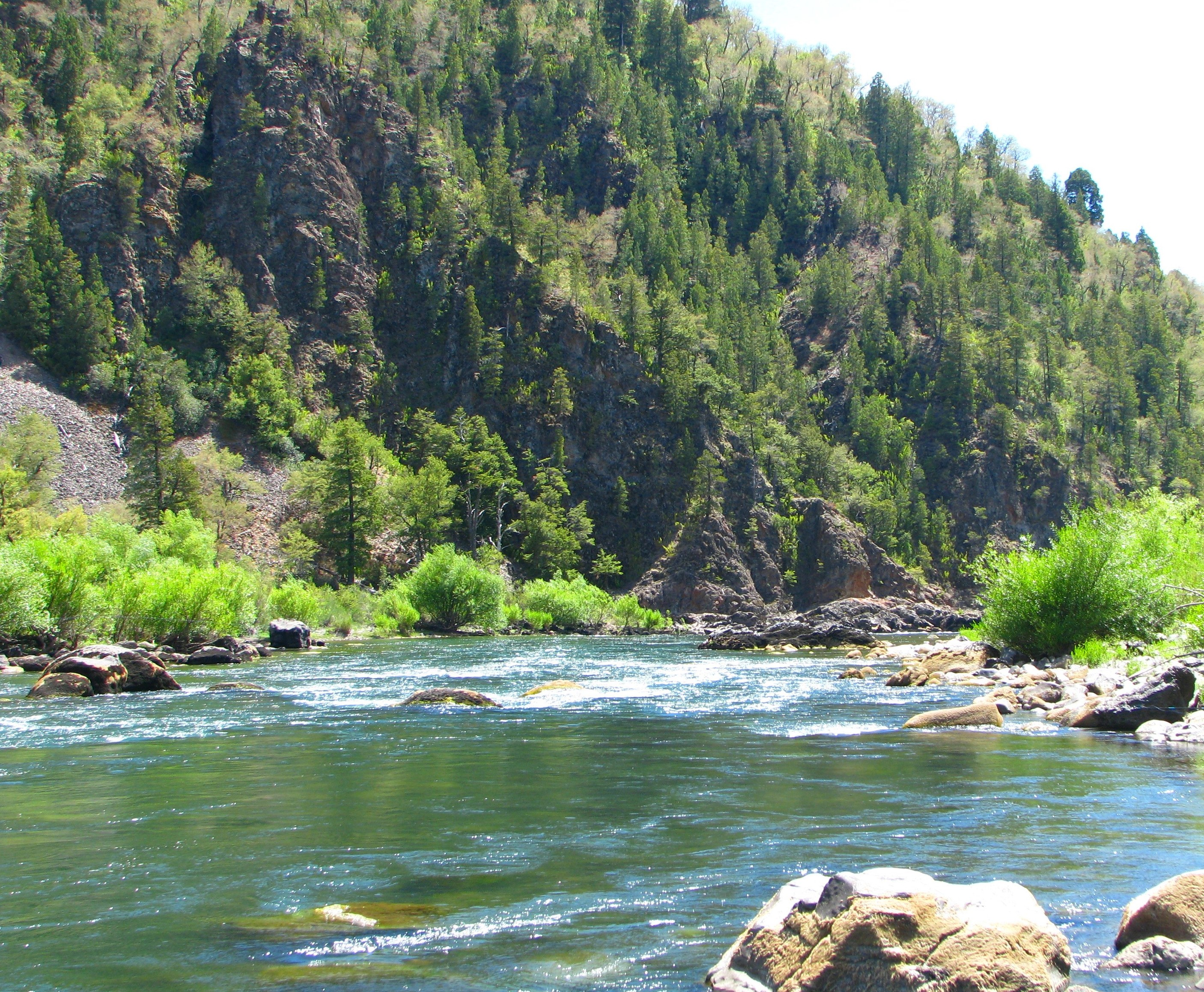
Durante su paso por Alto Biobío.
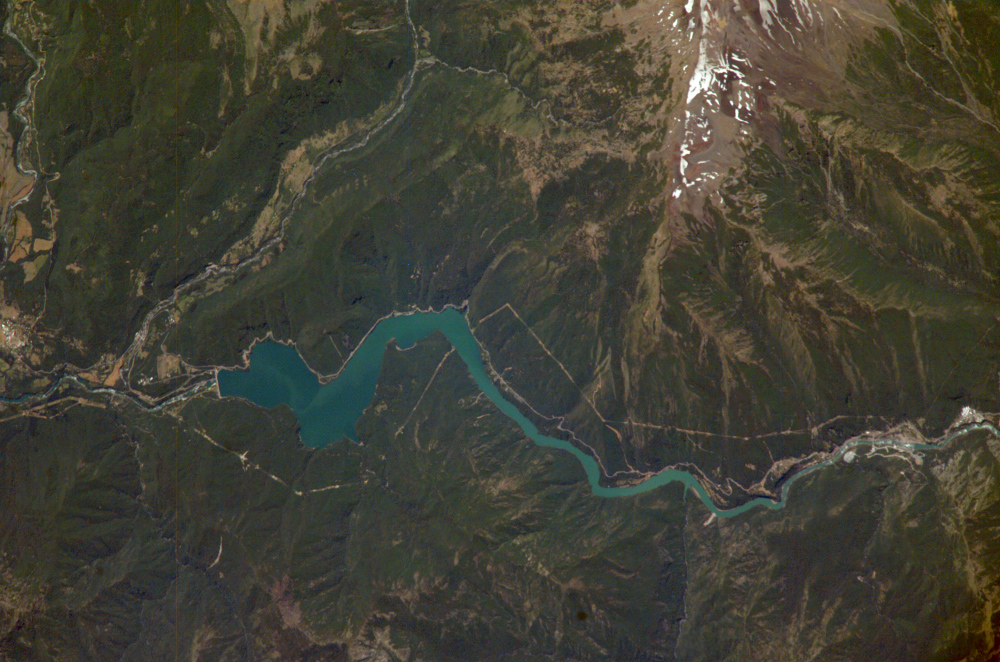
Imagen satelital del río y la central hidroeléctrica Pangue.
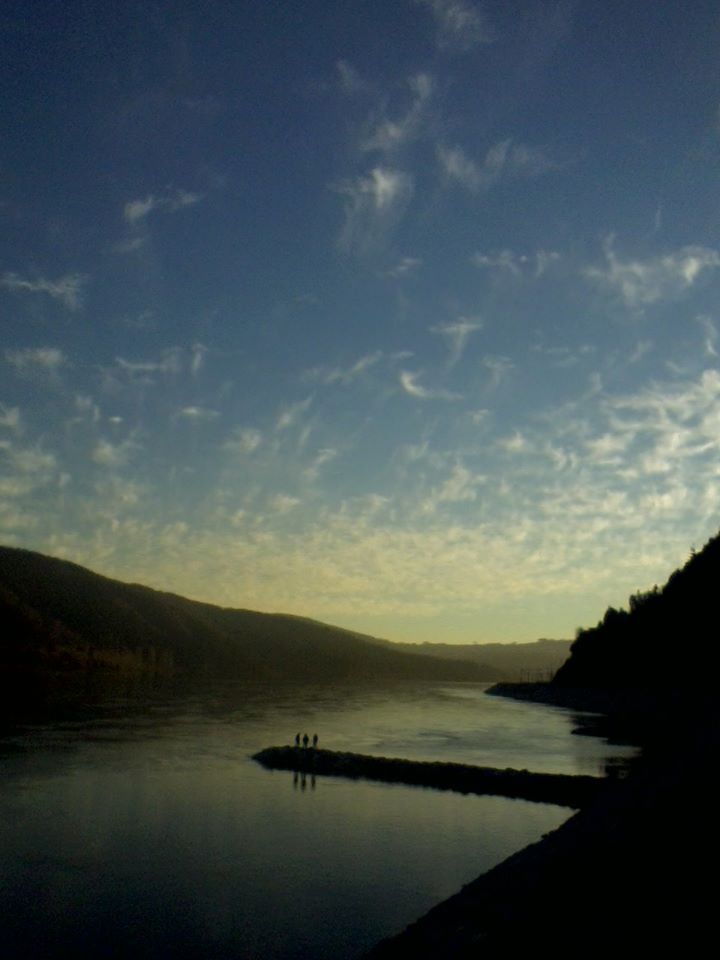
Atardecer en meandro entre Hualqui y Chiguayante.
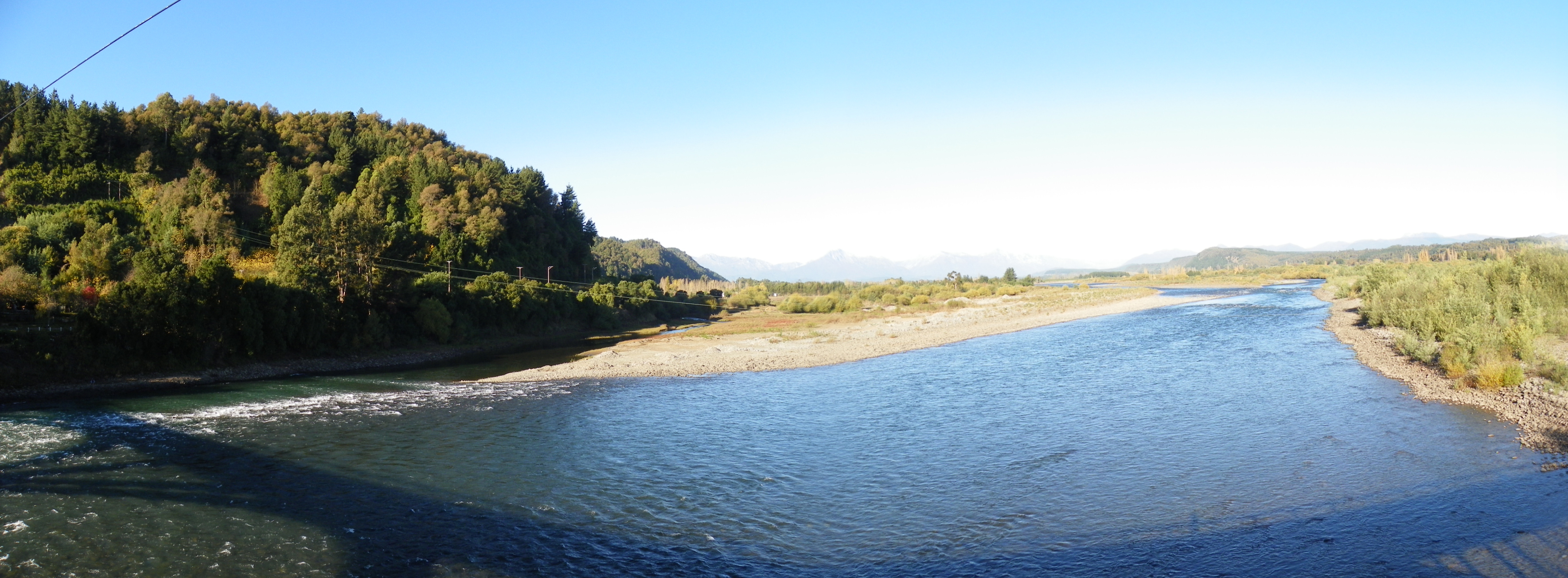
Paso por Quilaco.
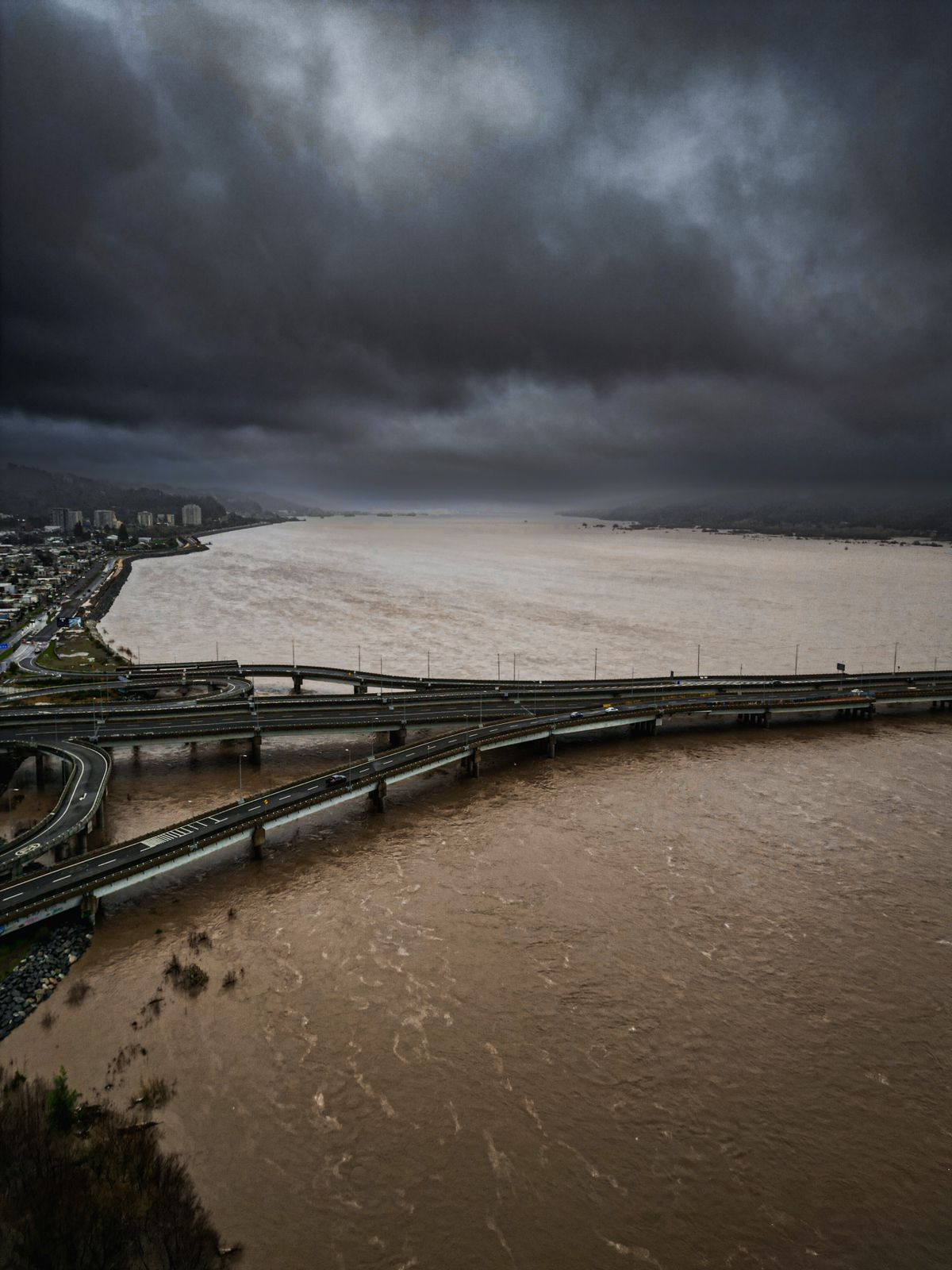

En su pasar, el Biobío bordea las comunas de Lonquimay, Alto Biobío, Quilaco, Santa Bárbara, Los Ángeles, Negrete, Nacimiento, Laja, San Rosendo, Santa Juana, Hualqui, Chiguayante, San Pedro de la Paz, Concepción y Hualpén.

## Caudal y régimen
Para la descripción del régimen del Biobío es necesario dividir la cuenca en sectores:: 91–92 
1. la subcuenca Alta del Biobío que abarca desde el nacimiento del río Bío Bío hasta antes de la junta con el río Lirquén, incluyendo el río Lonquimay, tiene un régimen pluvio – nival con grandes crecidas en julio y noviembre, producto de precipitaciones y deshielos respectivamente. El período de estiaje ocurre en el trimestre enero, febrero, marzo, debido a que las precipitaciones son bastante bajas y al uso de agua para el riego.
2. la subcuenca media del Biobío, que comprende desde antes de la junta del río Lirquén hasta la junta con el río Vergara, incluyendo los afluentes Bureo, Mulchén, Lirquén y Duqueco, tiene un régimen pluvial, salvo el cauce principal que mantiene un régimen pluvio – nival. El período de estiaje es común a toda la subcuenca y se observa en el trimestre enero-marzo, debido a las bajas precipitaciones y al uso intensivo de agua para riego.
3. la subcuenca baja del Biobío, que comprende desde la junta con el río Vergara hasta su estuario en el océano Pacífico, incluyendo el río Nicodahue, tiene un régimen pluvial con grandes crecidas en junio y julio, y bajos caudales en el trimestre enero-marzo, debido a las bajas precipitaciones estivales y al uso del agua para riego.
4. la subcuenca del Vergara, abarca la hoya hidrográfica del río Vergara y sus afluentes, que son los ríos Malleco, Mininco y Renaico, tiene un régimen netamente pluvial, con grandes crecidas en junio, julio y agosto. El período de estiaje, común a toda la subcuenca, ocurre en el trimestre enero-marzo, debido a las bajas precipitaciones y al uso de agua para riego.
5. la subcuenca del Laja que abarca al área drenada por el río Laja y sus afluentes, ríos Rucue y Claro tiene un régimen netamente pluvial, con grandes crecidas en junio y julio, producto a precipitaciones invernales. Los menores caudales ocurren en el trimestre enero-marzo, debido principalmente al uso intensivo de agua para riego.

Curvas de variación estacional
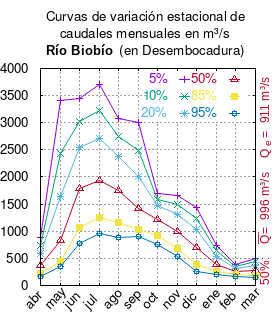
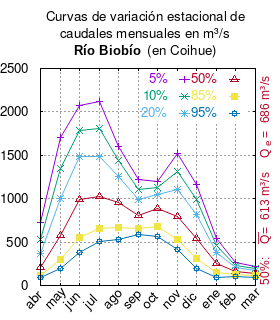
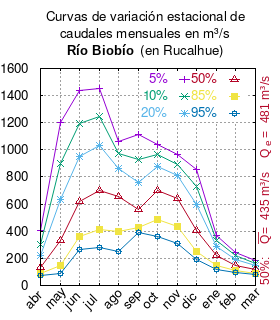

El caudal del río (en un lugar fijo) varía en el tiempo, por lo que existen varias formas de representarlo. Una de ellas son las curvas de variación estacional que, tras largos periodos de mediciones, predicen estadísticamente el caudal mínimo que lleva el río con una probabilidad dada, llamada probabilidad de excedencia. La curva de color rojo ocre (con {\displaystyle {\color {Red}\vartriangle }}) muestra los caudales mensuales con probabilidad de excedencia de un 50%. Esto quiere decir que ese mes se han medido igual cantidad de caudales mayores que caudales menores a esa cantidad. Eso es la mediana (estadística), que se denota Qe, de la serie de caudales de ese mes. La media (estadística) es el promedio matemático de los caudales de ese mes y se denota {\displaystyle {\overline {Q}}}. 
Una vez calculados para cada mes, ambos valores son calculados para todo el año y pueden ser leídos en la columna vertical al lado derecho del diagrama. El significado de la probabilidad de excedencia del 5% es que, estadísticamente, el caudal es mayor solo una vez cada 20 años, el de 10% una vez cada 10 años, el de 20% una vez cada 5 años, el de 85% quince veces cada 16 años y la de 95% diecisiete veces cada 18 años. Dicho de otra forma, el 5% es el caudal de años extremadamente lluviosos, el 95% es el caudal de años extremadamente secos. De la estación de las crecidas puede deducirse si el caudal depende de las lluvias (mayo-julio) o del derretimiento de las nieves (septiembre-enero).
El caudal del río alcanza en su desembocadura casi los 1000 m³/s en promedio anual.

## Historia
El río Biobío ha constituido durante años un hito geográfico de suma importancia para los habitantes del territorio chileno; marcó la frontera norte de las tribus mapuches que habitaron el centro-sur de Chile, separándolos de los picunche.
Fue avistado por Juan Bautista Pastene en 1544. Durante la Conquista de Chile, Pedro de Valdivia y sus sucesores fundaron diversos fuertes y ciudades en la cuenca del Biobío, como Concepción y Los Confines con el fin de avanzar hacia el sur. Tras el desastre de Curalaba en 1598 y el desarrollo de la Guerra de Arauco entre las tropas españolas y los mapuches, la conquista del sur de Chile se detuvo y el Biobío se mantuvo como el límite de facto entre ambas comunidades, siendo oficializado como tal en 1647. Por estas razones, el término de La Frontera fue acuñado para referirse a la zona en torno al río.
Al decaer la intensidad de la guerra de Arauco durante los siglos XVIII y XIX, la zona comenzó a ser habitada por población criolla. Desde 1861, la región en torno al Biobío comenzó a ser poblada intensamente y durante el siglo XX se instalaron diversas actividades económicas industriales.
Francisco Solano Asta-Buruaga y Cienfuegos escribió en 1899 en su Diccionario Geográfico de la República de Chile sobre el río:
BÍO-BÍO (Río).-—El más caudaloso y extenso de Chile. Tiene origen en el lago de Huepueltué ó Gualletué por los 38° 45' Lat. y 71° 27' Lon. y va á descargar en el Pacífico por los 36° 49' Lat. y 73° 11' Lon. al cabo de 256 kilómetros de curso, una masa de agua, según el geógrafo Pissís, de 2.808,000 metros cúbicos por hora. Deja vecinos al N. de su boca los dos notables morros, que se conocen con el nombre de Tetas del Bío-Bío y los puertos de San Vicente y Talcaguano. Desde su origen corre por un valle entre la cadena anticlinal de los Andes y la cordillera de Pemehue, que se enlaza al S. con el monte Lonquimay, dirigiéndose al N. y NNO. hasta poco antes de llegar á la villa de Santa Bárbara, desde donde tuerce hacia el O. y baja por los lados de esa villa, de San Carlos de Purén, Negrete y al través del valle o llano central hasta la ciudad de Nacimiento; y de aquí prosigue más ó menos al NO., con varios medianos desvíos ó vueltas, hasta su desembocadura, bañando poco antes la ciudad de Concepción. Sus márgenes son en su primera parte altas y selvosas, y después más bajas, y se desnudan del bosque en la travesía de aquel llano; pero desde Nacimiento vuelven á levantarse y á poblarse de arbolado más ó menos espeso. Su lecho en aquella sección es moderadamente angosto hasta Piuluntué ó los Cuartos (véase), donde se estrecha y en seguida se abre en pequeños brazos y más abajo contiene islas (la mayor es la de Diego Díaz), se cubre de bancos de arena y se abre en gran anchura, la cual frente á Santa Juana, Tricauco, Concepción, &c. llega á 1800 y hasta 3000 metros. Es asimismo notable por su raudo curso en la mayor parte de su sección hasta Nacimiento; más, de aquí al mar, disminuye considerablemente su rapidez. En esta extensión de 130 kilómetros y aún poco más arriba de esa ciudad, es navegable por embarcaciones de poco calado, á pesar de los bancos de arena movedizos de su lecho, pero su boca se halla obstruida por una barra somera. En sus riberas existen, desde su nacimiento, las poblaciones y fuertes de Liucura, Lonquimay, Nitrito, Calaqui, Santa Bárbara, San Carlos de Purén, Negrete, Nacimiento, San Rosendo, Huenuraqui, Santa Juana, Talcamávida, Gualqui, San Pedro y Concepción; y han existido los fuertes de Munilque, Cayuhuenu, Santa Fe, Trinidad, Espíritu Santo, Árbol de la Cruz, Jesús, Chivicura, Chepe, &c. Recibe numerosas corrientes de agua de más ó menos caudál y curso, de las cuales las más notables, bajándolo, son: por la derecha, el Rahueco, Coliquén, Callaqui ó Queuco, Duqueco, Guaque, Laja, Gomero, Quilacoya y Gualqui; y por la izquierda, el Lorco, Recalhue, Quilapalo, Bureo, Vergara, Tavolevo, Rele, Tricauco, Pilún y Pileo. Es esguazable en algunos puntos más arriba de la confluencia del Vergara; tiene varios pasajes de barcas, y lo cruzan también por magníficos puentes los ferrocarriles de San Rosendo á Angol y de Concepción á Coronel. Este río, que une á lo pintoresco de sus márgenes y valles que lo ciñen y á lo magestuoso de su curso, recuerdos de los primeros combates del conquistador Valdivia con los araucanos, á la par que de otros señalados hechos de armas de la conquista y de la independencia, es célebre además por haber constituido, por largo tiempo la raya fronteriza con esos indómitos indios á la banda austral. El nombre viene de huihui ó vyivyi, según los Padres Febres y Rosales, alterado en Bío-Bío por los españoles. El segundo de estos autores, dice que la palabra significa «el sonido que hacen las olas mansas cuando se encrespan, y que por hacer (el río) olas como el mar (los indios) le llamaron Byi-Byi» También solían los naturales decir Vutanlcuvu, Gran Río.
Luis Risopatrón lo describe en su Diccionario jeográfico de Chile (1924) sobre el río:: 838 
Biobio (Rio) 37° 30' 72° 40’. Nace en la laguna de Gualletué, a 1 163 m de altitud, corre hacia el E, se junta con el de Rucanuco, desahue de la laguna de Icalma, se encorva al N, en la depresión formada entre el cordón limitáneo con la Arjentina i la cordillera de Las Raices i presenta angosturas de 15 a 20 m de ancho i 100 m de largo, entre Lonquimai i Nitrito; sigue al NW, con una pendiente media aproximada de 0,007, entre montañas pobladas de espesos bosques, con correntadas que sobrepasan 20 kilómetros por hora, hasta Callaqui. Sigue con 0,006 de pendiente media aproximada, hasta el caserío de Santa Bárbara, después del cual el rio se ensancha a 130 i 1 200 m, dejando en la márjen S, estensas formaciones de rocas basálticas; atraviesa el valle central entre riberas desnudas de bosques i disminuye la corriente, que llega solamente a 5 km por hora en las cercanías de Nacimiento, desde donde empieza a embancarse i hasta donde es posible.la navegación desde el mar, en embarcaciones de poco calado. Continúa.al NW, entre márjenes mas altas i pobladas de arbolados mas o menos espesos, tiene su mayor ancho, frente a Quilacoya, de 2 300 m i concluye por vaciarse en el mar, al S de la bahía de San Vicente; su boca está obstruida por bancos de arena, que hacen impracticable la entrada con embarcaciones. Constituyó, por mucho tiempo, la raya fronteriza con los indios araucanos, en la que se recuerdan numerosos combates; la hoya superior, hasta la confluencia del rio Queuco, comprende unos 6 750 km², la hoya total, unos 23 920 km², su largo unos 380 km i su caudal puede estimarse, aproximadamente, en 500 a 700 m³ de agua por segundo. Los indios lo llamaban Ribimbi, Biu-biu, Buibui, Huihuy i Butanleuvu. 1, V, p. 479; i VI, p. 257; 3, i, p. 241, 10, p. 269; 61, XXIII, p. 129; 66, p. 248; Bío-Bío en 62, i, p. 90; 134; 155, p. 74; i 156; Bobío en 15, II, p. 71 (1710); i Concepción en 3, i, p. 637 (Alcedo, 1786).
En los últimos años, la zona se constituyó como el segundo centro industrial del país (luego de Santiago), principalmente del rubro forestal.